# Edmund Andros
Pour les articles homonymes, voir Andros.
Sir Edmund Andros (Londres, 6 décembre 1637 - idem, 24 février 1714) fut un gouverneur colonial en Amérique du Nord et à la tête de l'éphémère dominion de Nouvelle-Angleterre. Andros, impopulaire, est à la suite d'une rébellion des colons arrêté et forcé de retourner en Angleterre.

## Biographie
Né à Londres, il est le fils d'Amice Andros, Bailli de Guernesey. Il servit pendant une brève période dans l'armée du Prince Henri de Nassau et en 1660-1662, est gentilhomme auprès de la reine de Bohême, Elizabeth Stuart, fille de Jacques Ier d'Angleterre. Il servit alors de nouveau contre les Hollandais et en 1672 fut nommé Major dans un régiment, le premier régiment anglais supposé avoir été équipé de baïonnette. Deux ans plus tard, il succéda à son père comme bailli de Guernesey et fut nommé gouverneur d'Aurigny.
En 1674 il devient, sur décision du Duc d'York (futur Jacques II d'Angleterre), gouverneur de la Province de New York et des Jerseys, bien que sa juridiction des Jerseys fut contestée et ce jusqu'à ce qu'il soit rappelé en 1681 pour répondre de charges infondées de malhonnêteté et favoritisme dans la collecte des revenus, il démontra qu'il était un administrateur capable. Mais son caractère impérieux, le rendit néanmoins impopulaire auprès des colons.  Anthony Brockholls fut le gouverneur intérimaire de 1681 à 1683 jusqu'à l'arrivée en Amérique de Thomas Dongan. Dongan resta en poste jusqu'en 1688 et le retour en fonction d'Andros qui y resta jusqu'en 1689. Quand Andros fut gouverneur du dominion de Nouvelle-Angleterre, les activités quotidiennes à New York furent assignées au lieutenant gouverneur Francis Nicholson de 1688 à 1689.
Durant une visite en Angleterre en 1678, il est fait chevalier. En 1686 il devient gouverneur, avec Boston comme capitale, du récent dominion de Nouvelle-Angleterre, dans lesquels le Massachusetts (incluant le Maine), la colonie de Plymouth, la colonie de Rhode Island, le Connecticut et le New Hampshire sont regroupés, et en 1688 sa juridiction est étendue sur New York et les Jersey. Il exerça un gouvernement arbitraire, limitant le rôle de la législature, restreignant les assemblées des villes à une par an et renforçant la tolérance à l'égard des Anglicans et des Actes de navigation. Andros fâcha les colons puritains en s'affiliant ouvertement avec l'Église d'Angleterre. Ces colons étaient également en colère contre le comportement bruyant et « pêcheur » des soldats anglais. Mais les actions vexatoires d'Andros avec les droits coloniaux et de douane suscitèrent un vif ressentiment de la population. Le 18 avril, peu après que la nouvelle de l'arrivée de Guillaume II sur le trône en Angleterre, les colons se révoltèrent et arrêtèrent le gouverneur.
Andros fut renvoyé en Angleterre pour être jugé en 1690, mais fut aussitôt relâché, sans procès. De 1692 jusqu'à 1698, il fut gouverneur de Virginie, mais fut rappelé à la suite de l'intervention de James Blair, avec qui il s'était querellé. En 1693-1694, il fut également gouverneur du Maryland. De 1704 à 1706, il fut gouverneur de Guernesey. Il mourut à Londres le 24 février 1714 et est enterré à St. Anne, à Soho.
On pense que l'île d'Andros aux Bahamas a été nommée d'après lui, qui servit comme Commandeur des forces de sa Majesté à la Barbade en 1672.

## Source
- (en) Cet article est partiellement ou en totalité issu de l’article de Wikipédia en anglais intitulé « Edmund Andros » (voir la liste des auteurs).